# Encanto
|  | Per a altres significats, vegeu «El Encanto». |

Encanto és una pel·lícula musical d'animació per ordinador de 2021 produïda per Walt Disney Animation Studios i distribuïda per Walt Disney Studios Motion Pictures. És la 60ena pel·lícula produïda per l'estudi, està dirigida per Byron Howard i Jared Bush, co-dirigida per Charise Castro Smith i produïda per Clark Spencer i Yvett Merino i compta cançons compostes per Lin-Manuel Miranda. La pel·lícula compta amb les veus de: Stephanie Beatriz, John Leguizamo, María Cecilia Botero, Diane Guerrero, Jessica Darrow, Angie Cepeda i Wilmer Valderrama.
L'estrena de la pel·lícula va tenir lloc a El Capitan Theatre el 3 de novembre de 2021 i als cinemes als Estats Units sigui el 24 de novembre de 2021 amb el formats de 2D, RealD 3D i Dolby Cinema. Encanto va rebre crítiques positives, sobretot per les actuacions de veu, les animacions i la música. Encanto ha guanyat més de 250 milions de dòlars mundialment, convertint-se així en la pel·lícula animada de 2021 que més diners va recaptar. La banda sonora de la pel·lícula també va tenir un gran èxit i va arribar al primer lloc de la Billboard 200 i al UK Compilation Albums. Les cançons "Surface Pressure" i "We Don't Talk About Bruno" van ser dues de les més exitoses i la última va arribar a la col·locar-se en la primera posició de la Billboard Hot 100 i de la UK Singles Chart durant vàries setmanes.
A la 79a gala dels Premis Golden Globe, Encanto va guanyar en la categoria de Millor pel·lícula d'animació. En la 94a edició dels Premis Oscar, la pel·lícula va guanyar l'Oscar a la Millor pel·lícula animada i va esta nominada en dues altres categories: Millor banda sonora i Millor cançó original per la cançó "Dos Oruguitas". En la categoria de millor pel·lícula animada també va guanyar els premis BAFTA, Producers Guild of America, National Board of Review i Satellite.

## Argument
A causa d'un conflicte armat, la jove Alma Madrigal, el seu marit Pedro i els seus trigèmins: Julieta, Pepa i Bruno, es veuen obligats a deixar casa seva. Per "miracle" la seva espelma adquireix qualitats màgiques i crea una casa, la "Casita", per tal que la família Madrigal hi pugui viure, juntament amb un poble màgic amagat i rodejat de muntanyes: un "encanto". Cinquanta anys més tard, l'espelma continua encesa i aquesta dona habilitats super humanes a cada un dels nens de la família; aquestes habilitats les utilitzen per ajudar a la gent del poble. Tot i així, la família parla malament de Bruno ja que pot veure el futur i va desaparèixer 10 anys abans dels esdeveniments de la pel·lícula. Mirabel, la filla jove de Julieta, és tractada diferent ja que misteriosament, no va rebre cap habilitat ("The Family Madrigal").
Antonio, el fill més jove de Pepa, aconsegueix l'habilitat de parlar amb els animals i la família es fa una foto, però en aquesta no hi ha Mirabel ("Waiting On A Miracle"). Mirabel, de sobte, veu que la casa s'esquerda i té una visió de com l'espelma s'apaga i, tot i que avisa a la família, ells no veuen cap signe de perill. Mirabel es fa el propòsit de salvar el miracle de la màgia. L'endemà parla amb la seva germana gran, Luisa, qui li diu que a l'habitació de Bruno pot trobar-hi algunes pistes ("Surface Pressure"). Allà, Mirabel recupera les peces d'una placa de vidre que ensenya una imatge d'ella causant la caiguda de la "Casita". Després, Luisa descobreix que la seva habilitat es comença a debilitar.
Mirabel demana a la seva tieta Pepa sobre Bruno i, tot i que el seu tiet Félix li vol donar respostes, Pepa continua repetint que no parlen sobre Bruno ("We Don't Talk About Bruno"). Aquell vespre, la germana gran de Mirabel, Isabela, qui pot fer aparèixer flors, està previst que es prometi amb Mariano Guzmán, el seu veí. La cosina de Mirabel, Dolores, qui té molt bona oïda, sent a Mirabel i al seu pare, Agustín, parlant sobre la visió de Bruno. La Casita es comença a esquerdar i fa que les habilitats de tothom es descontrolin. Mentre tothom marxa del caos, Mirabel segueix a unes rates i descobreix un passadís secret darrere un quadre i allà hi troba en Bruno. Després de tenir la visió on sortia Mirabel, per no posar-la en perill, Bruno va trencar la visió i va desaparèixer, però es va quedar a la casa ja que s'estima a la seva família. A petició de Mirabel, Bruno té una altra visió, la qual ensenya la inevitable destrucció de Casita i una imatge de Mirabel abraçant a una noia, a Isabela.
Mirabel va a disculpar-se amb Isabela i provoca que l'Isabela faci una confessió: no es vol casar amb Mariano i que la seva imatge de perfecta li és una càrrega. Mirabel ajuda a Isabela a revelar-se a ella mateixa ("What Else Can I Do?"). Això fa que sembli que l'espelma s'enforteixi i que les esquerdes de la Casita desapareguin. L'Abuela Alma però, veu com Isabela fa aparèixer tot el què vol amb Mirabel i acusa a la germana jove per causar la mala sort de la família ja que no té un poder. Mirabel s'enfronta a Alma dient que la culpa és d'ella ja que posa molta pressió a tota la família. La seva discussió continua fins que de sobte es crea una gran esquerda que destrueix la Casita. Tot i que Mirabel intenta salvar l'espelma no ho aconsegueix i tota la família es queda sense les seves habilitats.
Més tard, Alma troba Mirabel al riu on Pedro va morir i es fa responsable per tot el que ha passat i per oblidar que el regal no eren els poders, sinó la família ("Dos Oruguitas"). Les dues es reconcilien i es reuneixen amb Bruno. Ja al poble, es retroben amb la família i, amb ajuda del poble, tornen a construir Casita. Quan està acabada, la família dona un pom de porta a Mirabel amb la lletra M gravada; quan el col·loca a la porta, la Casita recupera la màgia i els membres de la família recuperen les seves habilitats ("All Of You"). Els Madrigal es fan una altra foto, aquesta vegada hi apareixen Mirabel i Bruno.

## Repartiment de veu
- Stephanie Beatriz com a Mirabel Madrigal; la protagonista qui no té una habilitat màgica. És descrita com a "imperfecta, rara, i extravagant però també molt emocional i molt empàtica".[6][7]
  - Noemi Josefina com a Mirabel jove
- John Leguizamo com a Bruno Madrigal; l'exclòs tiet de Mirabel i que té l'habilitat de veure el futur.[8]
- María Cecilia Botero com a Abuela Alma Madrigal; l'àvia de Mirabel.[6][7]
  - María Cecilia reprèn el paper en el doblatge en castellà de la pel·lícula.[9][10]
  - Olga Merediz dona veu a l'Alma en les cançons[11]
- Diane Guerrero com a Isabela Madrigal; la germana gran de Mirabel qui és considerada "perfecta" i "un èxit". Pot fer aparèixer flors de qualsevol lloc.
- Jessica Darrow com a Luisa Madrigal; la segona germana gran de Mirabel, qui té el "bíceps més grans de la història de Disney". Té una força sobrehumana.[6]
- Angie Cepeda com a Julieta Madrigal; la mare de Mirabel i la dona de Agustín. Pot curar als altres a través del què cuina.[6][7]
  - Angie reprèn el seu paper en els doblatges en castellà i italià.[9][12]
- Wilmer Valderrama; com a Agustín Madrigal; el pare de Mirabel i l'home de Julieta.[7]
- Carolina Gaitán com a Pepa Madrigal; la tieta de Mirabel i la dona de Félix qui és "molt emocional". Pot controlar el temps.[6][7]
  - Carolina reprèn el paper en el doblatge en castellà de la pel·lícula.[9][10]
- Mauro Castillo com a Félix Madrigal; el tiet de Mirabel i l'home de Pepa.
- Adassa com a Dolores Madrigal; la filla gran de Pepa i Félix, la germana de Camilo i de Antonio i la cosina de Mirabel. Sap tot el què passa al poble ja que té molt bona oïda.
- Rhenzy Feliz[6] com a Camilo Madrigal: el fill de Pepa i Félix, el germà de Dolores i Antonio i el cosí de Mirabel. Té l'habilitat de la metamorfosi.[7]
- Ravi-Cabot Conyers com a Antonio Madrigal; el fill més jove de Pepa i Félix, el germà de Dolores i Camilo i el cosí de Mirabel, a qui considera una germana gran. Té l'habilitat de parlar amb els animals.[7]
- Maluma com a Mariano; el guapo promès de Isabela.[13]
  - Maluma reprèn el seu paper en el doblatge en castellà de la pel·lícula[9][10]
- Alan Tudyk com a Pico; un tucà.[14]

## Producció

### Desenvolupament
El novembre de 2016, Lin-Manuel Miranda va dir que John Lasseter, en aquells moments cap creatiu de Walt Disney Animation Studios, havia presentat una idea per un projecte a ell mateix i a Byron Howard, mentre estava promocionant la seva col·laboració anterior amb l'estudi, la pel·lícula de 2016 Vaiana. Miranda va dir que el projecte ja estava iniciat però estava en una fase inicial.
El 29 de gener 2020 va ser anunciat l'estudi estava desenvolupant una pel·lícula animada basada en una família Llatina. Howard i Jared Bush van ser anunciats com a directors i Bush com a persona implicada en el guió. Clark Spencer i Yvett Merino van ser nomenats productors.
El 18 de juny de 2020, es va revelar el títol provisional: Encanto. També va ser confirmat que Miranda estaria involucrat en la pel·lícula i va ser anunciat que seria sobre una nena en una família màgica. Tot i que al principi es pensava que la pel·lícula estaria ambientada a Brasil, el 22 de juny, Miranda va dir que estaria ambientada a Colòmbia. El mateix dia, va ser anunciar que Charise Castro Smith seria la co-directora, a part del seu paper com a co-escriptora del guió.
El 10 de desembre de 2020, el projecte va ser confirmat oficialment durant la trobada del Disney Investor Day, on es va ensenyar un clip i es va anunciar que s'estrenaria a la tardor de 2021.

### Música
El juny de 2020, Lin-Manuel Miranda ja havia començat a escriure música per la pel·lícula, la qual comptarà amb 8 cançons originals en castellà i anglès. El 8 de setembre de 2021, Germaine franco, co-compositora de les cançons de la pel·lícula Coco, va unir-se a la pel·lícula. La banda sonora de la pel·lícula va ser publicada el 19 de novembre de 2021. La banda sonora va arribar al número u de la llista Billboard 200, convertint-se així, en la primera de Disney en fer-ho des de Frozen II (2019). La cançó "We Dont' Talk About Bruno" ha arribat a la posició número 5 de la "Billboard Hot 100" i altres cinc cançons de la banda sonora també han entrat a la llista: "Surface Pressure" (nº 14), "The Family Madrigal (nº 62), "What Else Can I Do?" (nº 67), "Waiting On A Miracle (nº 82) i "Dos Oruguitas" (nº 83). El dia 30 de gener de 2022, la cançó "We Don't Talk About Bruno" va arribar a la primera posició del la "Billboard Hot 100". Aquesta posició la va mantenir fins al 5 de març de 2022.
| 1.            | «The Family Madrigal»                     | Stephanie Beatriz Olga Merediz Repartiment d' Encanto                           | 4:17    |
| 2.            | «Waiting On A Miracle»                    | Beatriz                                                                         | 2:41    |
| 3.            | «Surface Pressure»                        | Jessica Darrow                                                                  | 3:22    |
| 4.            | «We Don't Talk About Bruno»               | Carolina Gaitán Mauro Castillo Adassa Rhenzy Feliz Guerrero Beatriz Repartiment | 3:36    |
| 5.            | «What Else Can I Do?»                     | Guerrero Beatriz                                                                | 2:59    |
| 6.            | «Dos Oruguitas»                           | Sebastián Yatra                                                                 | 3:34    |
| 7.            | «All Of You»                              | Beatriz Merediz John Leguizamo Adassa Maluma Repartiment                        | 4:36    |
| 8.            | «¡Hola Casita!»                           | Germaine Franco                                                                 | 0:46    |
| 9.            | «Colombia, Mi Encanto»                    | Carlos Vives                                                                    | 2:55    |
| 10.           | «Two Oruguitas»                           | Yatra                                                                           | 3:34    |
| 11.           | «Abre Los Ojos»                           | Franco                                                                          | 3:16    |
| 12.           | «Meet La Familia»                         | Franco                                                                          | 2:08    |
| 13.           | «I Need You»                              | Franco                                                                          | 2:27    |
| 14.           | «Antonio's Voice»                         | Franco                                                                          | 2:14    |
| 15.           | «El Baile Madrigal»                       | Franco                                                                          | 2:50    |
| 16.           | «The Cracks Emerge»                       | Franco                                                                          | 1:22    |
| 17.           | «Tenacious Mirabel»                       | Franco                                                                          | 1:35    |
| 18.           | «Breakfast Questions»                     | Franco                                                                          | 1:25    |
| 19.           | «Bruno's Tower»                           | Franco                                                                          | 0:52    |
| 20.           | «Mirabel's Discovery»                     | Franco                                                                          | 2:56    |
| 21.           | «The Dysfunctional Tango»                 | Franco                                                                          | 2:42    |
| 22.           | «Chasing The Past»                        | Franco                                                                          | 2:26    |
| 23.           | «Family Allies»                           | Franco                                                                          | 1:15    |
| 24.           | «The Ultimate Vision»                     | Franco                                                                          | 2:10    |
| 25.           | «Isabela la Perfecta»                     | Franco                                                                          | 1:20    |
| 26.           | «Las Hermanas Pelean»                     | Franco                                                                          | 1:17    |
| 27.           | «The House Knows»                         | Franco                                                                          | 1:28    |
| 28.           | «La Candela»                              | Franco                                                                          | 3:20    |
| 29.           | «El Río»                                  | Franco                                                                          | 1:27    |
| 30.           | «It Was Me»                               | Franco                                                                          | 1:20    |
| 31.           | «El Camino De Mirabel»                    | Franco                                                                          | 2:09    |
| 32.           | «Mirabel's Cumbia»                        | Franco                                                                          | 2:48    |
| 33.           | «The Rat's Lair»                          | Franco                                                                          | 1:21    |
| 34.           | «Tío Bruno»                               | Franco                                                                          | 2:23    |
| 35.           | «Impresiones Del Encanto»                 | Franco                                                                          | 2:29    |
| 36.           | «La Cumbia De Mirabel»                    | Franco Christian Camilo Peña                                                    | 2:46    |
| 37.           | «The Family Madrigal (Instrumental)»      | Lin-Manuel Miranda                                                              | 4:17    |
| 38.           | «Waiting On A Miracle (Instrumental)»     | Miranda                                                                         | 2:41    |
| 39.           | «Surface Pressure (Instrumental)»         | Miranda                                                                         | 3:22    |
| 40.           | «We Don't Talk About Bruno(Instrumental)» | Miranda                                                                         | 3:35    |
| 41.           | «What Else Can I Do? (Instrumental)»      | Miranda                                                                         | 2:59    |
| 42.           | «Dos Oruguitas (Instrumental)»            | Miranda                                                                         | 3:34    |
| 43.           | «All Of You (Instrumental)»               | Miranda                                                                         | 4:53    |
| 44.           | «Colombia, Mi Encanto (Instrumental)»     | Miranda                                                                         | 2:54    |
| Durada total: | Durada total:                             | Durada total:                                                                   | 1:54:41 |

## Estrena
L'estrena mundial d'Encanto va tenir lloc a El Captian Theatre a Los Angeles el 3 de novembre de 2021. Es va estrenar cinemes nord-americans el 24 de novembre de 2021. La pel·lícula va tenir una estrena exclusiva de 30 dies, però després del seu èxit al Disney+ i les nominacions als Oscar, la pel·lícula va tornar a ser estrenada als cinemes. Encanto va ser estrenada a la plataforma de Disney+ el 24 de desembre de 2021. La pel·lícula es va aparellar amb el curtmetratge Far From the Tree. El 7 de gener de 2022, Encanto va ser estrenada a la Xina.
A Espanya, Encanto va ser estrenada el 26 de novembre de 2021.

## Recepció

### Recaptació
A 5 d'abril de 2022, Encanto ha recaptat 96.1 milions de dòlars al Canadà i Estats Units i 157.2 milions internacionalment, recaptant un total de 253.2 milions de dòlars mundialment.
Als Estats Units i el Canadà, la pel·lícula es va estrenar juntament amb House of Gucci i Resident Evil: Welcome to Raccoon City i estava previst que durant els primers cinc dies, Encanto recaptés entre 35 i 40 milions de dòlars. Finalment, durant els primers cinc dies, Encanto va ingressar 40.6 milions de dòlars. Durant els segon cap de setmana, la pel·lícula va guanyar 12.7 milions de dòlars.
Internacionalment, durant el primer cap de setmana, Encanto va recaptar un total de 29.3 milions de dòlars en 47 països diferents; durant els primers cinc dies, els països en els que es van recaptar més diners van ser: França (3.5 milions), Colòmbia (2.6 milions), Regne Unit ($2.4 milions), Corea (2.2 milions) i Itàlia (2.1 milions). El regon cap de setmana va guanyar 20.7 milions de dòlars.

### Crítica
Al lloc web Rotten Tomatoes, Encanto té una aprovació del 91% i una nota de 7.5/10, qualificacions basades en 198 ressenyes. El consens crític diu: "L'ambientació i perspectiva cultural d'Encanto són noves per a Disney, però el resultat final és el mateix - diversió encantadora i bellament animada per a tota la família." A Metacritic, compta amb una nota de 75 sobre 100 basada en 41 opinions de crítics, indicant "generalment crítiques favorables". A CinemaScore, l'audiència li ha donat una nota de A en una escala de A+ a F.

### Premis i nominacions
| Data de la cerimònia   | Premis                                               | Categoria                                                  | Nominat(s)                                                                                                | Resultat   | Ref.            |
| ---------------------- | ---------------------------------------------------- | ---------------------------------------------------------- | --- | ---------- | --------------- |
| 2 de desembre de 2021  | National Board of Review                             | Millor pel·lícula animada                                  | Encanto                                                                                                   | Guanyadora | [ 53 ]          |
| 6 de desembre de 2021  | Premis Detroit Film Critics Society                  | Millor pel·lícula animada                                  | Encanto                                                                                                   | Nominada   | [ 54 ]          |
| 6 de desembre de 2021  | Premis Washington D.C. Area Film Critics Association | Millor actuació de veu                                     | Stephanie Beatriz                                                                                         | Nominada   | [ 55 ]          |
| 6 de desembre de 2021  | Premis Washington D.C. Area Film Critics Association | Millor pel·lícula animada                                  | Encanto                                                                                                   | Nominada   | [ 55 ]          |
| 13 de desembre de 2021 | Premis Las Vegas Film Critics Society                | Millor cançó                                               | Lin-Manuel Miranda (per "Dos Oruguitas)                                                                   | Nominat    | [ 56 ] [ 57 ]   |
| 13 de desembre de 2021 | Premis Las Vegas Film Critics Society                | Millor pel·lícula animada                                  | Encanto                                                                                                   | Nominada   | [ 56 ] [ 57 ]   |
| 13 de desembre de 2021 | Premis Las Vegas Film Critics Society                | Millor pel·lícula familiar                                 | Encanto                                                                                                   | Nominada   | [ 56 ] [ 57 ]   |
| 13 de desembre de 2021 | Premis Women Film Critics Circle                     | Millor animació femenina                                   | Mirabel                                                                                                   | Guanyadora | [ 58 ]          |
| 13 de desembre de 2021 | Premis Women Film Critics Circle                     | Millor animació femenina                                   | Abuela Alma                                                                                               | Nominada   | [ 58 ]          |
| 15 desembre 2021       | Premis Chicago Film Critics Association              | Millor pel·lícula animada                                  | Encanto                                                                                                   | Nominada   | [ 59 ]          |
| 17 de desembre de 2021 | Premis Phoenix Critics Circle                        | Millor pel·lícula animada                                  | Encanto                                                                                                   | Nominada   | [ 60 ]          |
| 19 de desembre de 2021 | Premis St. Louis Film Critics Association            | Millor pel·lícula animada                                  | Encanto                                                                                                   | Nominada   | [ 61 ]          |
| 20 de desembre de 2021 | Premi Dallas-Fort Worth Film Critics Association     | Millor pel·lícula animada                                  | Encanto                                                                                                   | Guanyadora | [ 62 ]          |
| 22 de desembre de 2021 | Premis Florida Film Critics Circle                   | Millor pel·lícula animada                                  | Encanto                                                                                                   | Guanyadora | [ 63 ]          |
| Gener 2022             | Premis Alliance of Women Film Journalists            | Millor pel·lícula animada                                  | Encanto                                                                                                   | Guanyadora | [ 64 ] [ 65 ]   |
| Gener 2022             | Premis Alliance of Women Film Journalists            | Millor animació femenina                                   | Mirabel (Stephanie Beatriz)                                                                               | Guanyadora | [ 64 ] [ 65 ]   |
| 4 de gener de 2022     | Premis DiscussingFilm Critic                         | Millor pel·lícula animada                                  | Encanto                                                                                                   | Nominada   | [ 66 ]          |
| 5 de gener de 2022     | Premis Oklahoma Film Critics Circle                  | Millor pel·lícula animada                                  | Encanto                                                                                                   | 2n lloc    | [ 67 ]          |
| 5 de gener de 2022     | Premis Oklahoma Film Critics Circle                  | Millor extensió de treballs                                | Lin-Manuel Miranda                                                                                        | Guanyador  |                 |
| 5 de gener de 2022     | Premis North Carolina Film Critics Association       | Millor pel·lícula animada                                  | Encanto                                                                                                   | Nominada   | [ 68 ]          |
| 5 de gener de 2022     | Premis North Carolina Film Critics Association       | Millor actuació de veu en una pel·lícula animada           | Stephanie Beatriz                                                                                         | Guanyadora | [ 68 ]          |
| 6 de gener de 2022     | Premis Columbus Film Critics Association             | Millor pel·lícula animada                                  | Encanto                                                                                                   | Nominada   | [ 69 ] [ 70 ]   |
| 8 de gener de 2022     | Premis Chicago Indie Critics                         | Millor pel·lícula animada                                  | Encanto                                                                                                   | Nominada   | [ 71 ] [ 72 ]   |
| 8 de gener de 2022     | Premis Chicago Indie Critics                         | Millor banda sonora                                        | Germaine Franco                                                                                           | Nominada   | [ 71 ] [ 72 ]   |
| 9 de gener de 2022     | Premis Golden Globe                                  | Millor pel·lícula animada                                  | Encanto                                                                                                   | Guanyadora | [ 73 ]          |
| 9 de gener de 2022     | Premis Golden Globe                                  | Millor cançó de pel·lícula                                 | Lin-Manuel Miranda (per "Dos Oruguitas")                                                                  | Nominat    | [ 73 ]          |
| 10 de gener de 2022    | Premis San Francisco Bay Area Film Critics Circle    | Millor pel·lícula animada                                  | Encanto                                                                                                   | Guanyadora | [ 74 ]          |
| 10 de gener de 2022    | Premis San Diego Film Critics Society                | Millor pel·lícula animada                                  | Encanto                                                                                                   | Nominada   | [ 75 ] [ 76 ]   |
| 11 de gener de 2022    | Premis Austin Film Critics Association               | Millor pel·lícula animada                                  | Encanto                                                                                                   | Nominada   | [ 77 ] [ 78 ]   |
| 11 de gener de 2022    | Premis Austin Film Critics Association               | Millor actuació de veu / Animada / Actuació digital        | Stephanie Beatriz                                                                                         | Nominada   | [ 77 ] [ 78 ]   |
| 11 de gener de 2022    | Premis Austin Film Critics Association               | Millor actuació de veu / Animada / Actuació digital        | John Leguizamo                                                                                            | Nominat    | [ 77 ] [ 78 ]   |
| 14 de gener de 2022    | Premis Georgia Film Critics Association              | Millor pel·lícula animada                                  | Encanto                                                                                                   | Nominada   | [ 79 ]          |
| 14 de gener de 2022    | Premis Georgia Film Critics Association              | Millor banda sonora                                        | Germaine Franco                                                                                           | Nominada   | [ 79 ]          |
| 14 de gener de 2022    | Premis Georgia Film Critics Association              | Millor cançó original                                      | Lin-Manuel Miranda (per "Dos Oruguitas")                                                                  | Nominat    | [ 79 ]          |
| 14 de gener de 2022    | Premis Hawaii Film Critics Society                   | Millor pel·lícula animada                                  | Encanto                                                                                                   | Nominada   | [ 80 ]          |
| 14 de gener de 2022    | Premis Hawaii Film Critics Society                   | Millor banda sonora original                               | Millor banda sonora original                                                                              | Nominada   | [ 80 ]          |
| 14 de gener de 2022    | Premis Hawaii Film Critics Society                   | Millor actuació de veu/captura de moviment                 | John Leguizamo                                                                                            | Nominat    | [ 80 ]          |
| 15 de gener de 2022    | Premis Iowa Film Critics Association                 | Millor pel·lícula animada                                  | Encanto                                                                                                   | Guanyadora | [ 81 ]          |
| 16 de gener de 2022    | Premis Toronto Film Critics Association              | Millor pel·lícula animada                                  | Encanto                                                                                                   | 2n lloc    | [ 82 ]          |
| 17 de gener de 2022    | Premis Seattle Film Critics Society                  | Millor pel·lícula animada                                  | Encanto                                                                                                   | Nominada   | [ 83 ] [ 84 ]   |
| 17 de gener de 2022    | Premis Denver Film Critics Society                   | Millor pel·lícula animada                                  | Encanto                                                                                                   | Nominada   | [ 85 ]          |
| 17 de gener de 2022    | Premis Denver Film Critics Society                   | Millor banda sonora                                        | Millor banda sonora                                                                                       | Nominada   | [ 85 ]          |
| 17 de gener de 2022    | Premis Denver Film Critics Society                   | Millor cançó original                                      | Lin-Manuel Miranda (per "Dos Oruguitas")                                                                  | Nominat    | [ 85 ]          |
| 17 de gener de 2022    | Premis North Dakota Film Society                     | Millor pel·lícula animada                                  | Encanto                                                                                                   | Guanyadora | [ 86 ] [ 87 ]   |
| 17 de gener de 2022    | Premis North Dakota Film Society                     | Millor banda sonora original                               | Germaine Franco                                                                                           | Nominada   | [ 86 ] [ 87 ]   |
| 17 de gener de 2022    | Premis North Dakota Film Society                     | Millor cançó original                                      | Lin-Manuel Miranda (per "Dos Oruguitas")                                                                  | Nominat    | [ 86 ] [ 87 ]   |
| 20 de gener de 2022    | Premis Houston Film Critics Society                  | Millor cançó original                                      | Lin-Manuel Miranda (per "Dos Oruguitas")                                                                  | Nominat    | [ 88 ] [ 89 ]   |
| 20 de gener de 2022    | Premis Houston Film Critics Society                  | Millor pel·lícula animada                                  | Encanto                                                                                                   | Nominada}  | [ 88 ] [ 89 ]   |
| 24 de gener de 2022    | Premis Online Film Critics Society                   | Millor pel·lícula animada                                  | Encanto                                                                                                   | Nominada   | [ 90 ]          |
| 24 de gener de 2022    | Premis Online Film Critics Society                   | Millor banda sonora                                        | Millor banda sonora                                                                                       | Nominada   | [ 90 ]          |
| 25 de gener de 2022    | Premis Music City Film Critics Association           | Millor pel·lícula animada                                  | Encanto                                                                                                   | Nominada   | [ 91 ] [ 92 ]   |
| 25 de gener de 2022    | Premis Music City Film Critics Association           | Millor cançó                                               | Lin-Manuel Miranda (per "Dos Oruguitas")                                                                  | Nominat    | [ 91 ] [ 92 ]   |
| 25 de gener de 2022    | Premis Music City Film Critics Association           | Millor banda sonora                                        | Germaine Franco                                                                                           | Nominada   | [ 91 ] [ 92 ]   |
| 17 de febrer de 2022   | Premis International Film Music Critics Association  | Millor banda sonora original d'una pel·lícula animada      | Germaine Franco                                                                                           | Nominada   | [ 93 ] [ 94 ]   |
| 26 de febrer de 2022   | Premis Image (NAACP)                                 | Millor pel·lícula animada                                  | Encanto                                                                                                   | Guanyadora | [ 95 ] [ 96 ]   |
| 28 de febrer de 2022   | Premis Hollywood Critics Association                 | Millor actuació de veu                                     | Stephanie Beatriz                                                                                         | Guanyadora | [ 97 ] [ 98 ]   |
| 28 de febrer de 2022   | Premis Hollywood Critics Association                 | Millor actuació de veu                                     | John Leguizamo                                                                                            | Nominat    | [ 97 ] [ 98 ]   |
| 28 de febrer de 2022   | Premis Hollywood Critics Association                 | Millor pel·lícula animada                                  | Encanto                                                                                                   | Nominada   | [ 97 ] [ 98 ]   |
| 5 de març de 2022      | Premis Art Directors Guild                           | Millor pel·lícula animada                                  | Encanto                                                                                                   | Guanyadora | [ 99 ] [ 100 ]  |
| 5 de març de 2022      | Premis ACE Eddie                                     | Millor edició d'una pel·lícula animada                     | Jeremy Milton                                                                                             | Guanyador  | [ 101 ]         |
| 6 de març de 2022      | Premis Latino Entertainment Journalists Association  | Millor pel·lícula                                          | Encanto                                                                                                   | Nominada   | [ 102 ] [ 103 ] |
| 6 de març de 2022      | Premis Latino Entertainment Journalists Association  | Millor pel·lícula animada                                  | Encanto                                                                                                   | Guanyadora | [ 102 ] [ 103 ] |
| 6 de març de 2022      | Premis Latino Entertainment Journalists Association  | Millor actuació de veu o de captura de moviement           | Stephanie Beatriz                                                                                         | Guanyadora | [ 102 ] [ 103 ] |
| 6 de març de 2022      | Premis Latino Entertainment Journalists Association  | Millor actuació de veu o de captura de moviement           | John Leguizamo                                                                                            | Nominat    | [ 102 ] [ 103 ] |
| 6 de març de 2022      | Premis Latino Entertainment Journalists Association  | Millor banda sonora                                        | Germaine Franco                                                                                           | Guanyadora | [ 102 ] [ 103 ] |
| 6 de març de 2022      | Premis Latino Entertainment Journalists Association  | Millor cançó d'una pel·lícula                              | "Dos Oruguitas"                                                                                           | Nominada   | [ 102 ] [ 103 ] |
| 6 de març de 2022      | Premis Latino Entertainment Journalists Association  | Millor cançó d'una pel·lícula                              | "Surface Pressure"                                                                                        | Nominada   | [ 102 ] [ 103 ] |
| 6 de març de 2022      | Premis Latino Entertainment Journalists Association  | Millor cançó d'una pel·lícula                              | "We Don't Talk About Bruno"                                                                               | Guanyadora | [ 102 ] [ 103 ] |
| 6 de març de 2022      | Premis Minnesota Film Critics Alliance               | Millor pel·lícula animada                                  | Encanto                                                                                                   | Guanyadora | [ 104 ]         |
| 6 de març de 2022      | Premis Minnesota Film Critics Alliance               | Millor música                                              | Germaine Franco                                                                                           | 2n lloc    | [ 104 ]         |
| 8 de març de 2022      | Premis Society of Composers and Lyricists            | Millor banda sonora original per una pel·lícula d'estudi   | Germaine Franco                                                                                           | Guanyadora | [ 105 ] [ 106 ] |
| 8 de març de 2022      | Premis Visual Effects Society                        | Millors efectes visuals en una pel·lícula d'animació       | Scott Kersavage, Bradford Simonsen, Thaddeus P. Miller & Ian Gooding                                      | Guanyadors | [ 107 ] [ 108 ] |
| 8 de març de 2022      | Premis Visual Effects Society                        | Millor personatge animat en una pel·lícula d'animació      | "Mirabel Madrigal" – Kelly McClanahan, Sergi Caballer, Mary Twohig & Jose Luis “Weecho” Velasquez         | Guanyadors | [ 107 ] [ 108 ] |
| 8 de març de 2022      | Premis Visual Effects Society                        | Millor entorn creat en una pel·lícula d'animació           | "Habitació de l'Antonio" – Camille Andre, Andrew Finley, Chris Patrick O’Connell & Amol Sathe             | Guanyadors | [ 107 ] [ 108 ] |
| 8 de març de 2022      | Premis Visual Effects Society                        | Millor fotografia virtual d'un projecte CG                 | "We Don't Talk About Bruno" – Nathan Detroit Warner, Dorian Bustamante, Tyler Kupferer & Michael Woodside | Guanyadors | [ 107 ] [ 108 ] |
| 8 de març de 2022      | Premis Visual Effects Society                        | Millor model en un projecte fotorealista o d'animació      | "Casita Madrigal" – Jonathan Lin, Chris Patrick O’Connell, Christoffer Pedersen & Alberto Abril           | Nominats   | [ 107 ] [ 108 ] |
| 8 de març de 2022      | Premis Visual Effects Society                        | Millors simulacions d'efectes en una pel·lícula d'animació | Francisco Rodriguez, Christopher Hendryx, Brent Burley & David Hutchins                                   | Nominats   | [ 107 ] [ 108 ] |
| 12 de març de 2022     | Premis Annie                                         | Millor pel·lícula                                          | Encanto                                                                                                   | Nominada   | [ 109 ] [ 110 ] |
| 12 de març de 2022     | Premis Annie                                         | Millors efectes especials                                  | Alex Moaveni, Dimitri Berberov, Bruce Wright, Scott Townsend & Dale Mayeda                                | Nominats   | [ 109 ] [ 110 ] |
| 12 de març de 2022     | Premis Annie                                         | Millor animació d'un personatge                            | Dave Hardin                                                                                               | Guanyador  | [ 109 ] [ 110 ] |
| 12 de març de 2022     | Premis Annie                                         | Millor direcció                                            | Jared Bush, Byron Howard & Charise Castro Smith                                                           | Nominats   | [ 109 ] [ 110 ] |
| 12 de març de 2022     | Premis Annie                                         | Millor música                                              | Lin-Manuel Miranda & Germaine Franco                                                                      | Guanyadors | [ 109 ] [ 110 ] |
| 12 de març de 2022     | Premis Annie                                         | Millor storyboarding                                       | Jason Hand                                                                                                | Guanyador  | [ 109 ] [ 110 ] |
| 12 de març de 2022     | Premis Annie                                         | Millor actuació de veu                                     | John Leguizamo                                                                                            | Nominat    | [ 109 ] [ 110 ] |
| 12 de març de 2022     | Premis Annie                                         | Millor actuació de veu                                     | Stephanie Beatriz                                                                                         | Nominada   | [ 109 ] [ 110 ] |
| 12 de març de 2022     | Premis Annie                                         | Millor edició                                              | Jeremy Milton, John Wheeler, Pace Paulsen & Brian Estrada                                                 | Nominats   | [ 109 ] [ 110 ] |
| 13 de març de 2022     | Premis BAFTA                                         | Millor pel·lícula animada                                  | Encanto                                                                                                   | Guanyadora | [ 111 ] [ 112 ] |
| 13 de març de 2022     | Premis Critics' Choice                               | Millor pel·lícula animada                                  | Encanto                                                                                                   | Nominada   | [ 113 ] [ 114 ] |
| 13 de març de 2022     | Premis Critics' Choice                               | Millor cançó                                               | Lin-Manuel Miranda (per "Dos Oruguitas")                                                                  | Nominat    | [ 113 ] [ 114 ] |
| 13 de març de 2022     | Premis Golden Reel                                   | Millor edició de so - animació                             | Encanto                                                                                                   | Nominats   | [ 115 ] [ 116 ] |
| 17 de març de 2022     | Premis Dorian                                        | Millor pel·lícula animada                                  | Encanto                                                                                                   | Nominada   | [ 117 ] [ 118 ] |
| 17 de març de 2022     | Premis Dorian                                        | Millor pel·lícula musical                                  | Encanto                                                                                                   | Nominada   | [ 117 ] [ 118 ] |
| 19 de març de 2022     | Premis Producers Guild of America                    | Millor productor d'una pel·lícula animada                  | Yvett Merino, p.g.a. & Clark Spencer, p.g.a.                                                              | Guanyadors | [ 119 ] [ 120 ] |
| 19 de març de 2022     | Premis Cinema Audio Society                          | Millor edició de so                                        | Encanto                                                                                                   | Guanyadors | [ 121 ] [ 122 ] |
| 20 de març de 2022     | Premis Guild of Music Supervisors                    | Millor supervisió musical (pressupost de més de $25M)      | Tom MacDougall                                                                                            | Nominat    | [ 123 ] [ 124 ] |
| 20 de març de 2022     | Premis Guild of Music Supervisors                    | Millor cançó                                               | Lin-Manuel Miranda (per "Dos Oruguitas")                                                                  | Guanyador  | [ 123 ] [ 124 ] |
| 23 de març de 2022     | Premis Artios                                        | Millor càsting en una pel·lícula animada                   | Jamie Sparer Roberts & Grace C. Kim                                                                       | Guanyadors | [ 125 ] [ 126 ] |
| 27 de març de 2022     | Premis Oscar                                         | Millor pel·lícula animada                                  | Jared Bush, Byron Howard, Yvett Merino & Clark Spencer                                                    | Guanyadora | [ 127 ]         |
| 27 de març de 2022     | Premis Oscar                                         | Millor banda sonora                                        | Germaine Franco                                                                                           | Nominada   | [ 127 ]         |
| 27 de març de 2022     | Premis Oscar                                         | Millor cançó original                                      | Lin-Manuel Miranda (per "Dos Oruguitas")                                                                  | Nominat    | [ 127 ]         |
| 2 d'abril de 2022      | Premis Satellite                                     | Millor cançó original                                      | Lin-Manuel Miranda (per "Colombia, Mi Encanto")                                                           | Guanyador  | [ 128 ] [ 129 ] |
| 2 d'abril de 2022      | Premis Satellite                                     | Millor pel·lícula - Animació                               | Encanto                                                                                                   | Guanyadora | [ 128 ] [ 129 ] |